# Liste der Bodendenkmäler im Haunstetter Forst
Auf dieser Seite sind die Bodendenkmäler in dem oberbayerischen gemeindefreien Gebiet Haunstetter Forst zusammengestellt. Diese Tabelle ist eine Teilliste der Liste der Bodendenkmäler in Bayern. Grundlage ist die Bayerische Denkmalliste, die auf Basis des Bayerischen Denkmalschutzgesetzes vom 1. Oktober 1973 erstmals erstellt wurde und seither durch das Bayerische Landesamt für Denkmalpflege geführt wird. Die folgenden Angaben ersetzen nicht die rechtsverbindliche Auskunft der Denkmalschutzbehörde.

| Lage                         | Objekt                                                                      | Akten-Nr.     | Bild |
| ---------------------------- | --------------------------------------------------------------------------- | ------------- | ---- |
| Haunstetter Forst (Standort) | Wasserleitung mit Zisterne der frühen Neuzeit.                              | D-1-6934-0011 |      |
| Haunstetter Forst (Standort) | Grabhügel vorgeschichtlicher Zeitstellung.                                  | D-1-6934-0012 |      |
| Haunstetter Forst (Standort) | Vor- und frühgeschichtliche Befunde im Bereich der Schachthöhle Reiterloch. | D-1-6934-0013 |      |
| Haunstetter Forst (Standort) | Grabhügel vorgeschichtlicher Zeitstellung.                                  | D-1-6934-0106 |      |